# Astral Fortress
| Оценки критиков | Оценки критиков |
| Источник        | Оценка          |
| --------------- | --------------- |
| Metal Forces    | 8/10            |
| Metal Injection | 8/10            |
| Metal Storm     | 7.7/10          |
| Metal.de        | 8/10            |
| MetalSucks      | [ 5 ]           |
| Pitchfork       | 6.9/10          |
| Powermetal.de   | 8.5/10          |
| Rock Hard       | 7.5/10          |
| Sputnikmusic    | 4/5             |

Astral Fortress (с англ. — «Астральная крепость») — двадцатый студийный альбом норвежской блэк-метал-группы Darkthrone, вышедший 28 октября 2022 года на лейбле Peaceville Records.
Astral Fortress был записан в студии Chaka Khan Studios в Осло, в том же месте, где был записан предыдущий альбом Darkthrone — Eternal Hails….

## Об альбоме
Вот что говорит лидер группы Фенриз о процессе создания альбома:

Как обычно, Тед сочиняет музыку, играя сам, а риффы приходят ко мне. Я думаю, что после Arctic Thunder 2016 года нас в основном вдохновлял наш собственный бэк-каталог. Я могу слышать, как многие из моих риффов звучат как множество групп, но это редко коррелирует с тем, что слышат другие. Как вы уже знаете, я никогда не говорю о текстах или вдохновении, стоящем за ними, и я бы никогда не хотел, чтобы мне объясняли какие-либо тексты, которые мне нравятся в других, но я скажу вам, что это темнее, чем когда-либо, это кипит адом.
Оригинальный текст (англ.)As usual, Ted makes music by playing himself and riffs just come to me. I think since 2016’s ARCTIC THUNDER, we have mostly been inspired by our own back catalogue. I can hear many of my riffs eventually sounding like a plethora of bands but this seldom seems to correlate with what others hear. As you’ll know by now I never talk about the lyrics or the inspiration behind them and I would never want any lyrics that I like of others to be explained to me but I will tell you this, it is darker than ever, it is seething with hell.
— Фенриз, Peaceville Records
Сам альбом содержит элементы блэка, дум и хэви-метала, — каждая композиция состоит как из среднетемповых, так и скоростных частей, что придаёт альбому высокую амплитуду.

## Список композиций
| №                   | Название                                                                         | Длительность |
| ------------------- | -------------------------------------------------------------------------------- | ------------ |
| 1.                  | «Caravan Of Broken Ghosts» (рус. Караван разбитых призраков)                     | 7:53         |
| 2.                  | «Impeccable Caverns Of Satan» (рус. Безупречные пещеры сатаны)                   | 5:34         |
| 3.                  | «Stalagmite Necklace» (рус. Сталагмитовое ожерелье)                              | 5:22         |
| 4.                  | «The Sea Beneath The Seas Of The Sea» (рус. Море под морями моря)                | 10:10        |
| 5.                  | «Kevorkian Times» (рус. Кеворкян Таймс)                                          | 4:27         |
| 6.                  | «Kolbotn, West Of The Vast Forests» (рус. Колботн, к западу от бескрайних лесов) | 1:54         |
| 7.                  | «Eon 2» (рус. Эон 2)                                                             | 4:40         |
| Общая длительность: | Общая длительность:                                                              | 38:24        |

## Участники записи
- Fenriz — ударные, дополнительный вокал, бас-гитара и гитары, клавишные
- Nocturno Culto — вокал, гитара, бас-гитара, меллотрон